# Timon (geslacht)
Timon is een geslacht van hagedissen uit de familie echte hagedissen (Lacertidae).

## Naam en indeling
De wetenschappelijke naam van de groep werd voor het eerst voorgesteld door Johann Jakob von Tschudi in 1836. De soorten behoorden vroeger tot het geslacht Lacerta, waardoor de oude namen in de literatuur nog worden gebruikt.
Er zijn zes soorten, inclusief de voormalige ondersoorten vale parelhagedis (Timon nevadensis) die lange tijd een ondersoort van de parelhagedis was en Timon kurdistanicus werd lange tijd als een ondersoort beschouwd van Timon princeps.

## Verspreiding en habitat
De verschillende soorten hebben ieder een ander verspreidingsgebied; de parelhagedis (T. lepidus) leeft als enige in Europa en komt voor in Spanje, Portugal, Italië en Frankrijk, de andere soorten komen voor in Noord-Afrika en het Midden-Oosten. De soorten leven in de landen Algerije, Andorra, Frankrijk, Gibraltar, Iran, Irak, Italië, Marokko, Portugal, Spanje, Turkije en Tunesië. De habitat bestaat uit drogere streken zoals graslanden en stenige hellingen.

## Uiterlijke kenmerken
Het zijn alle zes fors gebouwde hagedissen. Sommige exemplaren kunnen inclusief staart 90 centimeter bereiken. Veel soorten hebben een heldere groene tot bruine lichaamskleur. Vanwege hun grootte worden niet alleen ongewervelden, maar ook kleine gewervelden gegeten, zoals andere hagedissen.

## Beschermingsstatus
Door de internationale natuurbeschermingsorganisatie IUCN is aan vier soorten een beschermingsstatus toegewezen. Drie soorten worden beschouwd als 'veilig' (Least Concern of LC) en de parelhagedis wordt gezien als 'gevoelig' (Near Threatened of NT).

## Soorten
Het geslacht omvat de volgende soorten, met de auteur en het verspreidingsgebied.
| Naam                                 | Auteur          | Verspreidingsgebied                                     |
| ------------------------------------ | --------------- | ------------------------------------------------------- |
| Timon kurdistanicus                  | Suchov, 1936    | Iran, Irak, Turkije                                     |
| Parelhagedis (Timon lepidus)         | Daudin, 1802    | Andorra, Frankrijk, Gibraltar, Italië, Portugal, Spanje |
| Vale parelhagedis (Timon nevadensis) | Buchholz, 1963  | Spanje                                                  |
| Timon pater                          | Lataste, 1880   | Algerije, Tunesië, Marokko                              |
| Zagroshagedis (Timon princeps)       | Blanford, 1874  | Iran, Irak, Syrië, Turkije                              |
| Timon tangitanus                     | Boulenger, 1889 | Algerije, Marokko, Spanje                               |